# Avenida Sepúlveda
La Avenida Sepúlveda es una vía pública ubicada en el centro histórico de Porto Alegre, Brasil. Comienza en la Avenida Mauá y termina en la Praça da Alfândega.
La avenida fue abierta en 1912 en un área de terrenos ganados al agua para la construcción de los muelles del puerto. En 1925 se urbanizó y recibió, de parte del intendente Otávio Rocha, la denominación que tiene hasta hoy en homenaje al oficial portugués Manoel Jorge Gomes de Sepúlveda que, bajo el falso nombre de José Marcelino de Figueiredo, fue gobernador y capitán general de la Capitanía de Río Grande de San Pedro y el virtual fundador de Porto Alegre.

## Atracciones
- Edificio de la antigua Aduana de Porto Alegre (actual Edificio de la Inspectoría de la Receita Federal), proyectado por el arquitecto alemán Hermann Otto Menschen, en estilo ecléctico, que tardó 22 años en ser concluido debido a problemas contractuales y escasez de recursos.[3]
- Obelisco de la Avenida Sepúlveda, donado por la colonia portuguesa residente en Porto Alegre e instalado en el centro de la avenida.[2] Fue un homenaje al centenario de la Revolución Farroupilha y cuenta con la efigie de José Marcelino de Figueiredo Sepúlveda.[4]